# Kościół Wniebowzięcia Najświętszej Maryi Panny w Brańszczyku
Kościół Wniebowzięcia Najświętszej Maryi Panny – rzymskokatolicki kościół parafialny należący do parafii św. Jana Chrzciciela w Brańszczyku (dekanat Wyszków diecezji łomżyńskiej).

## Historia

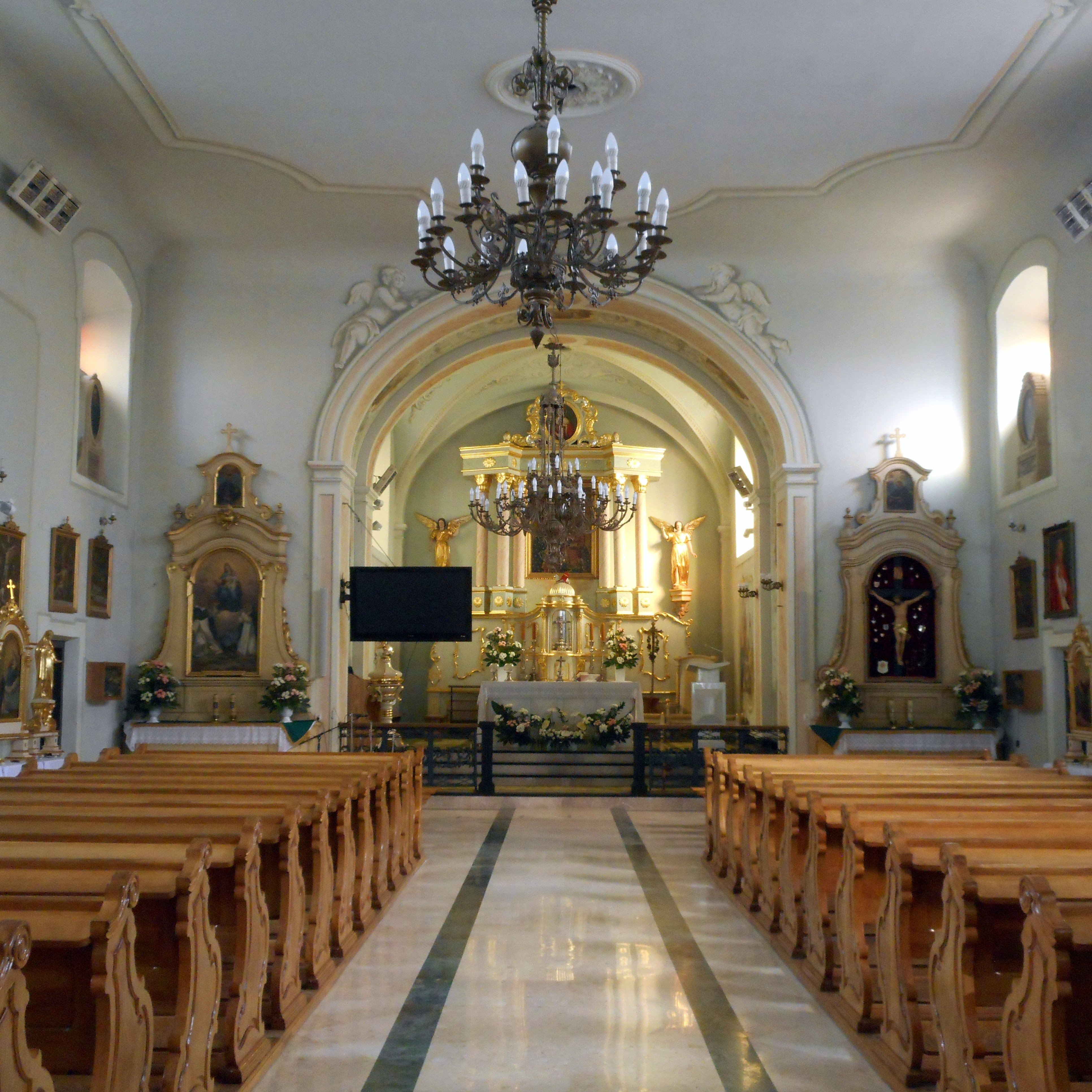
Wnętrze kościoła

Obecna świątynia murowana została wzniesiona w 1833 roku, konsekrowana została w 1838 roku przez biskupa płockiego Franciszka Pawłowskiego. Kościół był przebudowywany w latach 1857-63 oraz w 1921 roku według projektu architekta Stefana Szyllera (m.in. zostało dostawione prezbiterium). W 1944 roku świątynia została znacznie uszkodzona, po wojnie została wyremontowana w latach 1948-51. Gruntowny remont został wykonany w 1965 roku. W latach 1995–2000 zostało odnowione wnętrze budowli i została wykonana nowa elewacja zewnętrzna.

## Wyposażenie
Wyposażenie wnętrza reprezentuje głównie style: klasycystyczny i neobarokowy, niektóre obrazy i rzeźby reprezentują styl barokowy i pochodzą z XVII i XVIII wieku.